# Economía moral
La economía moral es un campo de estudio de la ciencia económica, que estudia la ciencia económica (Moral economics) y los fenómenos económicos (Moral economy) en la relación con la filosofía moral. 

## Antecedentes
El análisis de la relación entre la economía y la ética se realiza a lo largo de la historia del pensamiento económico, encontrándose presente desde los tiempos de la Escuela escolástica, la Filosofía clásica , presente en el corpus teórico del pionero en la economía como disciplina académica, Adam Smith («Teoría de los sentimientos morales» e incluso en «La riqueza de las naciones»), estuvo presente en el análisis de los economistas representantes de la economía neoclásica, como una preocupación por el bienestar social. 

## Economía moral como campo de estudio
La economía moral es una disciplina académica de reciente formación, estableciendo su base de formación por Amartya Sen, quien en 1998, la Real Academia de Ciencias de Suecia premió con el Nobel de Economía “por haber devuelto una dimensión ética al debate sobre problemas económicos vitales”.
Amartya Sen desarrolla de forma extensa y más encauzada en clarificar la integración sistemática de la Ética con la Economía, en su libro «Sobre ética y economía» (1989). 
Daniel M. Hausman, retoma esta tarea por la necesidad de ampliar esa conceptualización a partir de consideraciones de carácter ético, en su libro «El análisis económico y la filosofía moral» (2007) en coautoría con Michael S. McPherson, actualmente en su tercera edición (2016).

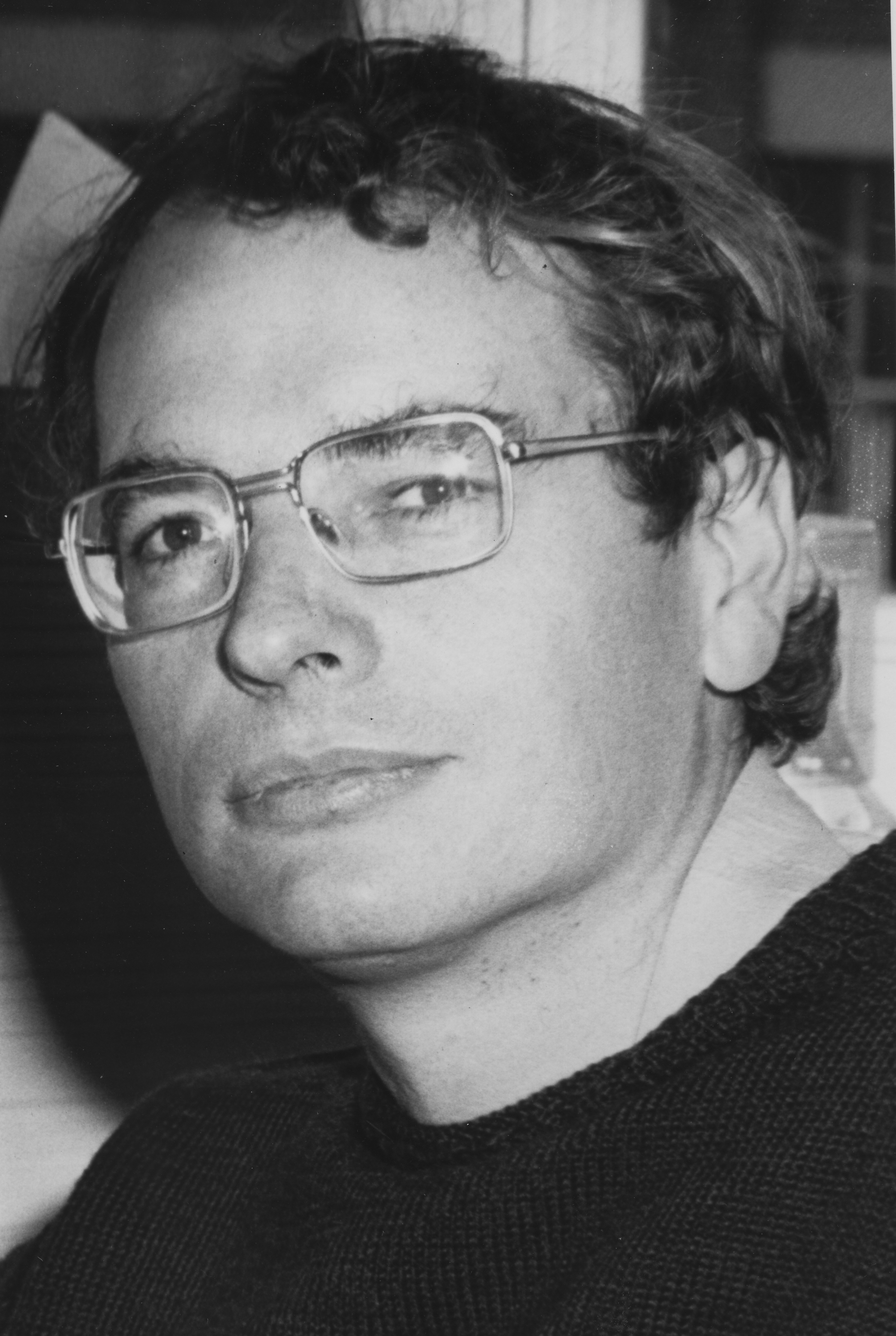
El economista Kenneth Binmore, desarrollador de la teoría de juegos como herramienta sistemática para la economía moral

Kenneth Binmore, en «Justicia natural», construye fundamentos microeconómicos morales (microeconomía moral) con base al estudio de las interacciones entre agentes económicos (tomadores de decisiones) con capacidad de empatizar con los demás (ajuste moral), la teoría de juegos como herramienta sistemática para investigar cuestiones éticas, donde los juegos cooperativos representan el comportamiento moral y los juegos no cooperativos el comportamiento inmoral.. David Gauthier, en «Moralidad por acuerdo», se pregunta ¿si los principios morales realmente principios de elección racional? en donde propone un principio de cooperación.
Los avances en la discusión filosófica moral contemporánea por parte de filósofos como T.M. Scanlon, Derek Parfit, John Rawls, Ronald Dworkin, ... son relevantes en la profundización teórica que enriquecen nuestra comprensión de la toma de decisiones económicas al integrar los conocimientos de la filosofía moral y la ciencia económica.
Augustin Landier y David Thesmar, publican "El precio de nuestros valores: Los límites económicos de la vida moral" (2025) un libro de divulgación académica donde ofrecen un marco de análisis económico interpretativo de la vida moral contemporánea.
Estudios experimentales se realizan sobre las teorías de la economía moral, como el elaborado por James C Cox, John A. List, Michael Price, Vjollca Sadiraj y Anya Samek "Puntos de referencia morales: teoría y evidencia experimental" (2025) y en estudios de Benjamin Enke.

## Onomástica de la Economía moral
La relación entre la economía y la moral, se ha estudiado generalmente sin categorizar o identificarse como un campo de estudio particular. La denominación de economía moral fue empleada por  E.P. Thompson (como economía moral de la multitud, 1971) para explicar el comportamiento social (moral economy) en los motines de subsistencias del siglo XVIII. Al ser una denominación lógica al sentido de integración de estos dos campos (Economía + Moral), su uso se ha generalizado para describir o explicar los comportamientos económicos que se definen a partir de valores morales o normas culturales. Aunque es comúnmente denominado como Ética y Economía (en forma más extensa, El Análisis Económico y la Filosofía Moral).

## Historia económica moral
La historia económica moral examina el nexo entre la moral y la economía a lo largo de la historia o en un episodio de la historia. Algunos autores son Max Weber, Laurence Fontaine, Deirdre McCloskey...

## Filosofías morales en economía

### Utilitarismo
El utilitarismo en la economía es una forma de estudiar el comportamiento económico, está se forma inicialmente bajo una tradición filosófica con pioneros como Jeremy Bentham «Introducción a los principios de la moral y la legislación» (1789) y John Stuart Mill «Utilitarismo» (1868). La aplicación de esta filosofía no es excluyente de otras como la deontología que tiene mayor aplicación en el estudio del derecho. Kenneth Binmore analiza los orígenes del utilitarismo en «Los primeros utilitaristas: vidas e ideales» (2021). Binmore realizó un planteamiento para desarrollar la filosofía de Epicuro, por medio de la Teoría de juegos y de Teoría de la decisión.

## Sociología económica moral
También los sociólogos han usado la noción de economía moral para dar cuenta de los subentendidos en las transacciones económicas que crean obligaciones extra contractuales. Por ejemplo, en las contrataciones laborales en contextos de gran desempleo se ha identificado un acuerdo tácito entre el empleador y el empleado, por el cual el empleador le da sueldo al trabajador a cambio de su jornada normal, y el trabajador trabaja, además, horas extra no remuneradas a cambio del favor de haberle contratado.
Se circunscribe a pequeñas comunidades donde los principios de la cooperación mutua priman sobre la búsqueda individual de ventajas. En esas economías, los individuos no se relacionan entre ellos como actores económicos anónimos que compran y venden, sino que ponen en juego su estatus, su reputación, sus necesidades, y las ideas de justicia y reciprocidad. 
En las sociedades complejas esas normas de equidad pueden convertirse en costumbres o leyes, como en las normas de abastecimiento de los mercados en la Europa del Antiguo Régimen. Los grandes motines de subsistencias del siglo XVIII y el siglo XIX, en muchas ocasiones se oponían a los efectos de los proyectos del gobierno de liberalizar el comercio de granos y acabar con la política de abastecimientos y precios fijos. Frente a ese mercado libre, donde el grano fluía allí donde se pudiese conseguir vender más caro, los amotinados exigían que el gobierno se comprometiese a mantener los mercados abastecidos y a un precio asequible, es decir, que respetase la economía moral y no desvinculase la responsabilidad política del funcionamiento de la esfera económica.
La economía moral se sustentaba en una cierta ética de la subsistencia, en la búsqueda del bienestar colectivo y no en el lucro personal. Aunque no exentas de desigualdades y pobreza, el objetivo prioritario que articulaba tales sociedades tradicionales (de las que perduran algunos ejemplos) no era la acumulación material, sino la reproducción y el mantenimiento del sistema social, debiendo garantizar para ello las necesidades de todos los miembros de la comunidad. Se trataba de un modelo sustentado en unas estrechas relaciones de parentesco, en el que el estatus social no era otorgado por la riqueza, sino por la posición ocupada en el complejo de relaciones sociales, y en el que la legitimidad de los líderes políticos se derivaba de su capacidad para garantizar las necesidades básicas de la comunidad.

## Antropología económica moral
De modo más general, en antropología y economía, se da el nombre de economía moral a la interacción entre las costumbres culturales y la actividad económica. Describe las varias maneras en las que la costumbre y la presión social fuerzan a los actores económicos en una sociedad a conformarse con normas tradicionales y a no buscar el beneficio económico. 
Originalmente se circunscribió el estudio de la economía moral a las sociedades tradicionales. Sin embargo, estos comportamientos económicos mediados por valores morales también se han observado en sociedades urbanas contemporáneas, donde un comprador puede preferir comprar una frutería y no en otra, por ejemplo, por relaciones de vecindad, conocimiento o parentesco, independientes de los precios y la calidad de los productos.
Las tradicionales prohibiciones cristiana y musulmana de la usura representan límites impuestos por la religión a la actividad económica. La legislación, a su vez, puede determinar qué tipo de contratos son legales y cuáles se consideran abusivos.
Los antropólogos han generalizado la noción de economía moral para dar cuenta de todo tipo de comportamientos económicos que no se corresponden con el criterio de racionalidad instrumental. Por ejemplo, se ha usado para explicar las estrategias de cultivo en numerosas sociedades campesinas, donde los individuos buscan asegurarse la subsistencia, pero no a aumentar la producción, vender e invertir. O los comportamientos en los que se prefieren la independencia individual antes que la participación en proyectos colectivos que supuestamente van a permitir mayor bienestar, se han explicado haciendo referencia a una economía moral.

## Economía moral normativa institucional
La Economía moral normativa formula formas de organización social entre los agentes sociales (el gobierno, la educación, la religión, otros) que operan en un mayor equilibrio de poder entre los grupos sociales, mejorando de esta manera las soluciones a los problemas sociales, en lugar de optar por el intervencionismo y el libertarismo, opta por esquemas institucionales que permitan el desarrollo económico y social.

## Economía moral (sintagma nominal calificativo)
En ocasiones se ha empleado la denominación economía moral como un sintagma nominal, conformado por economía como sustantivo y moral como adjetivo calificativo.

### Incentivos sociales para una economía moral
Samuel Bowles estudia como el uso de incentivos sociales buenos no sustituyen a buenos ciudadanos, es decir, los incentivos per se no son realmente los culpables de las manifestaciones inmorales en la sociedad.